# アイダホ州議会
アイダホ州議会は、元老院（上院）と代議院（下院）で構成される。アイダホ州は35の選挙区に分かれており、それぞれ上院議員1名、下院議員2名を選出する。いずれの議会にも任期制限はない。
上下両院の選挙区が、1つの選挙区になるのは、アイダホ州のほか、6つの州議会で見られる。
2010年の国勢調査に基づくと、アイダホ州の各議員区の人口は約44,788人である。2020年の国勢調査では約52,546人である。

## 選挙と議会構成
州議会議員は、もともとは郡単位で選出されていたが、近年では郡単位の選出に代わって、人口で配分される地区が選出されるようになった。
現在、州議会議員は、州内の35選挙区から選出されている。選挙区には、いくつかの郡を含む地区もあれば、郡全体が1つの選挙区の場合もある。州最大の人口を擁するエイダ郡には、現在9つの選挙区（第14、15、16、17、18、19、20、21、22選挙区）がある。
州議会議員、全105名は2年に1度、11月初旬の選挙の日と同日に一斉に選出される。

## 選挙区
各選挙区は上院議員1名、下院議員2名で代表される。

### 委員会
アイダホ州議会内の委員会は、下院に14の委員会、上院に10の委員会がある。

### 定数及び男女比
現在、上院議員の定数は35名で、男性が26名、女性が9人名である。下院議員の定数は70名で、男性が46名、女性が24名である。
選挙区は10年ごとに再編される。次回の選挙区再編は2030年の国勢調査後に行われ、2032年の選挙から適用される予定である。
1980年代、有権者は2つの選挙区から議員を選出した。1つは小選挙区、もう1つはそれより大規模な合成選挙区である。合成選挙区は州全体を網羅することが多いものであった。現在、合成選挙区はアイダホ州憲法で禁止されている。

## 議会の責任
州議会は、民意を州の政策に反映させ、課税し、公的資金を充当し、州機関の運営を監督する責任を負う。これらの責務は、選挙で選ばれた有権者の代表である議員によって可決される法律という立法過程を通じて遂行される。

## 開催場所と開催日時

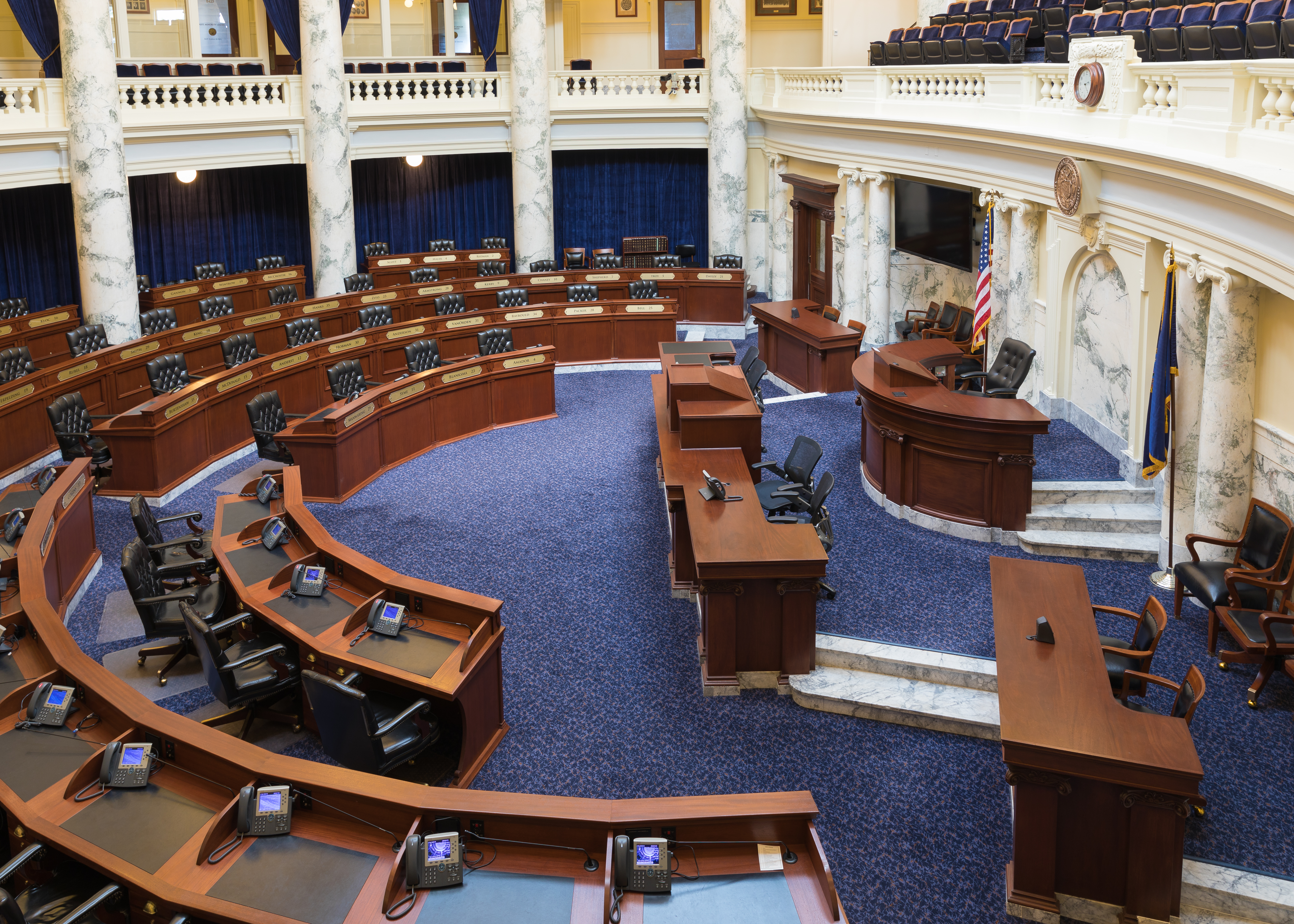
アイダホ州議会下院会議場

アイダホ州議会は通常、州都ボイシにあるアイダホ州会議事堂で召集される。議会は毎年1月から3月中旬まで開かれるが、会期が5月まで続くこともある。アイダホ州知事はいつでも臨時議会を招集することができる。
アイダホ州議事堂委員会は1998年、フィル・バット知事によって創設された。同委員会は、2007年から議事堂の改装を主導した。そのため、2008年と2009年のアイダホ州議会は、旧エイダ郡裁判所内の法廷を改造した建物で開かれた。2010年1月9日、議事堂は正式に再開場した。